# Лисовцева, Пелагея Дмитриевна
Пелаге́я Дми́триевна Лисо́вцева (21 октября 1916, Бережная Дуброва, Каргопольский уезд, Олонецкая губерния, Российская империя — 21 октября 1976, Первомайский, Архангельская область, СССР) — старшая отбельщица Архангельского целлюлозно-бумажного комбината Архангельского совнархоза, Герой Социалистического Труда (1960).

## Биография
Родилась 21 октября 1916 года в деревне Бережная Дуброва Каргопольского уезда Олонецкой губернии (ныне в Плесецком районе Архангельской области) в семье крестьян. По национальности русская.
Окончив семилетнюю школу, трудоустроилась в колхоз, в начале 1939 года переехала в Архангельск, в марте устроилась на строительство Архангельского целлюлозно-бумажного комбината (ЦБК) в Исакогорском районе города Архангельска (с 1941 года — рабочий посёлок Ворошиловский, с 1957 года — посёлок городского типа Первомайский, с 1977 года — город Новодвинск). В том же 1939 году обучалась профессии отбельщика на курсах на целлюлозном заводе имени Свердлова в посёлке Печаткино Вологодской области. С 1940 года, до запуска отбельного цеха Архангельского ЦБК (где проработает до выхода на пенсию), трудилась копировальщиком, поднимала древесину из реки.
Во время Великой Отечественной войны занималась выпуском продукции для фронта, была награждена медалью «За доблестный труд в Великой Отечественной войне 1941—1945 гг». С 1949 года работала старшим отбельщиком в отбельном цехе Архангельского ЦБК, в декабре 1959 года её бригада впервые в Архангельской области была удостоена звания «Смена коммунистического труда».
Указом Президиума Верховного Совета СССР от 7 марта 1960 года «в ознаменование 50-летия Международного женского дня, за выдающиеся достижения в труде и особо плодотворную общественную деятельность» удостоена звания Героя Социалистического Труда с вручением ордена Ленина и золотой медали «Серп и Молот».
Избиралась депутатом Архангельского городского Совета депутатов трудящихся.
Жила в пгт Первомайский, где умерла 21 октября 1976 года в день своего 60-летия, похоронена на местном Таракановском кладбище.
Награждена орденом Ленина (07.03.1960), медалями. В августе 1980 года в Новодвинске на доме, где жила П. Д. Лисовцева (улица Советов, 5), была открыта мемориальная доска в её честь.